# Gabriela Banu
Gabriela Banu (n. 7 ianuarie 1952, Arad) este o traducătoare și prozatoare româncă.
A fost profesoară de limba spaniolă la Liceul Cervantes și la Institutul Cervantes, este ziaristă, colaboaratoare la numeroase periodice și reviste literare; din 2008 este membră a Uniunii Scriitorilor din România, filiala București, secția Traducători.

## Biografie, studii
S-a născut la 7 ianuarie 1952 în orașul Arad, județul Arad, mezina unei familii de intelectuali bucureșteni. Tatăl, Constantin Banu, fiul lui Vasile Banu, era nepot de frate cu Constantin Gheorghe Banu.
Mama, Constanța Banu, născută Ivașcu, funcționară la Curtea de Conturi. Fratele, Dorin Banu, a fost economist (n.1948-d.2005). Are un fiu, Costin Aurelian Banu (n.1987). Din 1957 familia revine în București, unde mezina studiază primii opt ani la școala gimnazială nr. 31 din cartierul Tei, și continuă studiile la Liceul de Arte Plastice, actualmente „N.Tonitza”. În 1974 se căsătorește cu Ioan Copilaș, căruia îi poartă numele timp de 10 ani. În 1976 obține Certificatul de traducător nr. 1923/martie/5. Urmează cursurile Universității București, Facultatea de Limbi și Literaturi Străine, secția spaniolă-franceză-portugheză între 1980-1984. În 1998 se căsătorește cu Aureliu Goci. Primește mai multe burse de studiu în Spania (2000, 2002, 2004, 2007, 2009, 2010, 2011, 2013), și obține Diploma de limba spaniolă nivel C1 (DELE - „Diploma de español lengua extranjera”).

### Ca traducătoare de spaniolă-română, română-spaniolă, portugheză-română
Jorge Amado – Păstorii nopții , Căpitanii nisipului 
Federico García Lorca – Poeme 
Paulo Coelho – Alchimistul , Zahir , Jurnalul unui mag , Vrăjitoarea din Portobello , Walchiriile 
Alexandru Bulandra – El experimento Job 
Leonida Lari – Inorogul / El Unicornio, poeme/poemas, ediție bilingvă 
Ioan Barbu – El regimiento blanco 
Gabriela Banu - La caída en el tiempo 
Doina Popescu-Brăila - El hijo del Danubio 
Coman Șova – Zăpada și ochii lupilor / La nieve y los ojos de los lobos, poeme, ediție bilingvă 
Jesús Ávila Granados – Ultimul eretic 
Ana Calina Garaș - Brancusi – príncipe de la forma pura 
Alina Diaconu - Dragă Cioran – cronica unei prietenii, traducere din limba spaniolă 
Hector Dante Cincotta - Vechimea norilor, poeme/poemas, La antigüedad de las nubes, ediție bilingvă 

### Ca prozatoare
Debut editorial: Ad-verb de timp, picro-roman 
Tablou cu femei, nuvele   
Un „Nobel” ratat și alte povestiri 
Cometa de odaie, roman 
Oglinda din vis, proză scurtă 
Hoinar, roman 
Paharul de ceai, roman 
Misterul dosarului negru, nuvele, schițe, povestiri 
Transhumanță, roman 

### Colaborări
- Luceafărul - articol despre Garcia Lorca [28]

- Evenimentul zilei - traduceri zilnice din Paulo Coelho [29]
- Luceafărul de dimineață - fragment de proză [30]
- Arena literară - articol despre Premiul Nobel [31]
- Arena literară - fragment de proză, „Efectul Prisma” [32]
- Rotonda valahă - traducere Jorge Amado, „Motanul rebel” [33]
- Rotonda valahă - traducere Gregorio Muelas [34]